# Iglesia de San Andrés (Acre)
La Iglesia de San Andrés (en hebreo: כנסיית אנדראס הקדוש; en latín: Ecclesia Sancti Andreae) es el nombre que recibe un edificio religioso situado en la esquina suroeste de la antigua ciudad de Acre, en la actual Israel, que fue dedicada en el honor del profeta San Andrés . El actual edificio, que fue construido en 1765 sobre los restos de la construcción de los cruzados de rito latino que fue destruida en el 1261, pertenece a la archieparquía de Acre de la Iglesia greco-melquita católica.
Gracias a su ubicación con vistas al Mediterráneo, era fácilmente visible para los cruzados que la construyeron y para sus barcos. Otra teoría indica que la iglesia antes también fue una sinagoga transformada en Iglesia. La estructura de la iglesia cruzada de dos pisos sobrevivió y piedras posteriores de esta iglesia original se utilizaron en la construcción del edificio católico actual. El piso superior de la iglesia cruzada original permanece y todavía está en ruinas aunque se han hecho planes para restaurar este espacio.